# Purpureostemon
Purpureostemon es un género monotípico  de plantas perteneciente a la familia Myrtaceae. Su única especie: Purpureostemon ciliatus (J.R.Forst. & G.Forst.) Gugerli, Repert. Spec. Nov. Regni Veg. 46: 230 (1939), es originaria de  Nueva Caledonia.

## Sinonimia
- Leptospermum ciliatum J.R.Forst. & G.Forst., Char. Gen. Pl.: 36 (1775).
- Melaleuca ciliata (J.R.Forst. & G.Forst.) G.Forst., Fl. Ins. Austr.: 38 (1786).
- Metrosideros ciliata (J.R.Forst. & G.Forst.) Sm., Trans. Linn. Soc. London 3: 271 (1797).
- Stenospermum ciliatum (J.R.Forst. & G.Forst.) Heynh., Nom. Bot. Hort.: 787 (1841).
- Fremya ciliata (J.R.Forst. & G.Forst.) Brongn. & Gris, Bull. Soc. Bot. France 10: 374 (1863).
- Nania ciliata (J.R.Forst. & G.Forst.) Kuntze, Revis. Gen. Pl. 1: 242 (1891).
- Xanthostemon ciliatum (J.R.Forst. & G.Forst.) Nied. in H.G.A.Engler & K.A.E.Prantl, Nat. Pflanzenfam. 3(7): 88 (1893).
- Metrosideros buxifolia Dum.Cours., Bot. Cult., ed. 2, 5: 379 (1811).[3]